# Московское восстание (1382)
Московское восстание 1382 года — крупное антифеодальное выступление московских горожан и крестьян близлежащих сёл.
В 1382 году после Куликовской битвы хан Тохтамыш, правление которого в Орде являлось периодом её известного политического подъёма, решил начать наступление на Москву. Во время наступления хана Тохтамыша московский князь Дмитрий Донской отсутствовал в Москве, он находился в Костроме, куда поехал собирать ополчение. Бояре и дворяне восприняли отъезд князя как побег и тоже решили оставить Москву.
Разные летописи описывают разные причины Московского восстания: нерешительность князя, паника бояр и дворян, хаос и беспорядок в городе. Московские горожане собрались на вече, где вынесли решение о подготовке к обороне города. Фактически власть в городе перешла в руки народа, феодалов устранили от власти, поэтому можно сказать, что восстание носило антифеодальный характер.
23 августа 1382 года войско хана Тохтамыша подошли к Москве и начали осаду, которая продолжалась три дня. Москвичи впервые на Руси применили огнестрельное оружие («тюфяки и пушки»). Враг смог войти в город 26 августа 1382 года, после того как Тохтамыш при содействии Суздальско-нижегородских князей — Василии и Семёне Дмитриевичей — обманул жителей Москвы и уговорил их сдать город в обмен на сохранение жизней. Войско хана Тохтамыша учинило в Москве разгром, в результате которого погибло 24 тысячи москвичей, сожжены тысячи книг, по другим данным погибших было около 10 тысяч.